# پیتراکاملا
پیتراکاملا (به ایتالیایی: Pietracamela) یک کومونه در ایتالیا است که در استان تیرامو واقع شده‌است.

## خصوصیات
پیتراکاملا ۴۴ کیلومترمربع مساحت و ۳۱۲ نفر جمعیت دارد و ۱٬۰۰۵ متر بالاتر از سطح دریا واقع شده‌است.